# Buckhannon
Buckhannon är administrativ huvudort i Upshur County i West Virginia i USA. Enligt 2010 års folkräkning hade Buckhannon 5 639 invånare.

## Kända personer från Buckhannon
- Stephen Coonts, författare
- Jayne Anne Phillips, författare